# Distrikt Huariaca
Der Distrikt Huariaca liegt in der Provinz Pasco in der Region Pasco in Zentral-Peru. Der Distrikt besitzt eine Fläche von 123 km². Beim Zensus 2017 wurden 7201 Einwohner gezählt. Im Jahr 1993 lag die Einwohnerzahl bei 6518, im Jahr 2007 bei 7962. Die Distriktverwaltung befindet sich in der 2941 m hoch am Ufer des Río Huallaga gelegenen Kleinstadt Huariaca mit 6400 Einwohnern (Stand 2017). Huariaca liegt 28 km nordnordöstlich der Provinz- und Regionshauptstadt Cerro de Pasco.

## Geographische Lage
Der Distrikt Huariaca liegt in der peruanischen Zentralkordillere im Norden der Provinz Pasco. Der Río Huallaga durchquert den Distrikt in nördlicher Richtung, dessen rechter Nebenfluss Río Pucurhuay entwässert den Osten des Distrikts.
Der Distrikt Huariaca grenzt im Südosten und im Süden an den Distrikt Ticlacayán, im Südwesten an den Distrikt San Francisco de Asís de Yarusyacán, im Nordwesten an den Distrikt Pallanchacra sowie im Norden an den Distrikt San Rafael (Provinz Ambo).

## Ortschaften
- Chinchan
- Pucurhuay